# Francisco Mariani
Francisco Mariani (Barra, 1811 — Rio de Janeiro, 1905) foi um político brasileiro.
Nasceu  na Vila de São Francisco das Chagas (Capitania de Pernambuco) atual Município de Barra, Estado da  Bahia, em 25 de fevereiro de 1811, morreu no Rio de Janeiro em 1905, sendo sepultado no Cemitério de São João Batista.
Formou-se em ciências jurídicas e sociais, em 1837, na Faculdade de Olinda. Nomeado Juiz Municipal e de Órfãos dos termos da Barra e Xique-Xique, da província da Bahia, foi reconduzido, em decreto de 3 de julho de 1846, recondução que ficou sem efeito, a pedido, em decreto de 26 de agosto seguinte. Em decreto de 15 de janeiro de 1849, foi de novo nomeado para o referido lugar.
Em decreto de 28 de julho de 1849, foi nomeado Juiz de Direito da comarca de Cavalcante, na província de Goiás, sendo removido para a de São Francisco, na Bahia, em decreto de 3 de outubro de 1853.
Foi nomeado Desembargador da Relação de Pernambuco, em decreto de 12 de dezembro de 1866, sendo removido para a da Corte, em decreto de 23 de fevereiro do ano seguinte.
Em decreto de 14 de agosto de 1886, foi nomeado Ministro do Supremo Tribunal de Justiça, preenchendo a vaga ocorrida com o falecimento de Luiz Carlos de Paiva Teixeira; tomou posse a 1º de setembro seguinte. Foi aposentado em decreto de 21 de outubro de 1887.
Foi nomeado presidente da província de Goiás, de 30 de dezembro de 1852 a 25 de abril de 1854.
Foi agraciado com a Grã-Cruz da Ordem de Cristo, em decreto de 1 de dezembro de 1887.